# Podocarpus ledermannii
Podocarpus ledermannii — вид хвойних рослин родини подокарпових.

## Поширення, екологія
Країни поширення: Індонезія (Папуа); Папуа Нова Гвінея (архіпелаг Бісмарка). Трапляється розсіяно і локально загального в тропічних вічнозелених дощових лісах, від близько рівня моря до 2300 м над рівнем моря.

## Використання
Використання дерева схоже на P. neriifolius, тобто, перш за все, для легких конструкцій та столярних виробів, і в районах дельти, для човнів, весел, щогл і лонжеронів. Наскільки відомо цей вид не знаходиться у вирощуванні.

## Загрози та охорона
Вирубка більших і доступніших дерев є, здавалося б, найсерйознішою загрозою, так як цей вид росте надто повільно. Деякі місця зростання в провінції Папуа (Іріан Джая) (західна Нова Гвінея) знаходяться в охоронних районах.